# Champfleur
Champfleur é uma comuna francesa na região administrativa do País do Loire, no departamento de Sarthe. Estende-se por uma área de 13.14 km². Em 2010 a comuna tinha 1 367 habitantes (densidade: 104 hab./km²).